# کارولینا پلریتی
کارولینا پلریتی (اسپانیایی: Carolina Peleritti‎؛ زادهٔ ۲ ژوئیهٔ ۱۹۷۱) بازیگر، مدل و خواننده اهل آرژانتین است.
از فیلم‌ها یا برنامه‌های تلویزیونی که وی در آن نقش داشته‌است، می‌توان به سایبرسیکس و ایکس‌ایکس‌وای اشاره کرد.